# پیشینه ایرانیان لس آنجلس
لس آنجلس (به طور کلی کالیفرنیای جنوبی) سکونتگاه تعداد زیادی از ایرانیان آمریکا است. جمعیت ایرانیها در این منطقه را در حدود ۵۵۰ نفر تخمین می‌زنند. شهر لس آنجلس بزرگترین سکونتگاه ایرانیهای دور از میهن در جهان می‌باشد. پیشینه حضور ایرانیها در لس آنجلس به دهه ۱۹۶۰ و ۷۰ میلادی باز می‌گردد، اما رشد چشمگیر مهاجرت آنها هنگام (در اثر) انقلاب ۱۳۵۷ اتفاق افتاده است. انتخاب این شهر به واسطه خوشایند بودن شرایط زندگی در آن و نزدیکی به ایده‌آلهای اقتصادی، فرهنگی، اقلیمی و رفاهی مردم ایران صورت گرفته است. در طول سال‌های گذشته حضور ایرانیها در سراسر کالیفرنیای جنوبی گسترش یافته است. شهرهای بورلی هیلز، دره سن فرناندو، ارواین و اورنج از جمله مناطقی هستند که ایرانیها حضور چشمگیری در آنها دارند. در لس آنجلس رسانه‌های گسترده ایرانی فعالیت می‌کند که بیش از ده کانال تلویزیونی برنامه‌هایی به زبان فارسی تولید و مخابره می‌کنند.

## سرشناسان
ایرانیان مقیم لس‌ آنجلس

## مطالعه بیشتر
- Der-Martirosian, Claudia. Iranian immigrants in Los Angeles: the role of networks and economic integration. LFB Scholarly Pub., 2008. ISBN 1-59332-240-2, 9781593322403.
- Kelley, Ron (editor), Jonathan Friedlander (coeditor), Anita Colby (associate editor), and Ron Kelley (photography). Irangeles: Iranians in Los Angeles. انتشارات دانشگاه کالیفرنیا،  1993. شابک ‎۰−۵۲۰−۰۸۰۰۸−۴, ۹۷۸۰۵۲۰۰۸۰۰۸۹.
- Naficy, Hamid. The Making of Exile Cultures: Iranian Television in Los Angeles. University of Minnesota Press, 1993. ISBN 0-8166-2087-3, 9780816620876.
- Soomekh, Sabah. From the Shahs to Los Angeles: Three Generations of Iranian Jewish Women between Religion and Culture. انتشارات دانشگاه ایالتی نیویورک،  November 1, 2012. شابک ‎۱−۴۳۸۴−۴۳۸۳−۸, 9781438443836.